# The Walkabouts
The Walkabouts er en amerikansk rockgruppe dannet i Seattle i 1984. Frontfigurerne er sangskriveren, sangeren og guitaristen Chris Eckman, samt sangeren Carla Torgerson. Chris Eckman er i dag bosat i Slovenien.
Musikalsk har gruppen bevæget sig rundt i meget forskellige genrer og stilretninger. Inspirationskilderne har bl.a. været kunstnere som Townes Van Zandt, Neil Young, Scott Walker og Johnny Cash samt – hvilket må siges at være atypisk for en amerikansk gruppe – forskellige europæiske visesangere mv. (f.eks. Jacques Brel).
Chris Eckman medvirker på det danske band Pocket Lifes kommende album (2012) som gæsteguitarist og mikser.

## Diskografi
| - 22 Disasters (1985) - See Beautiful Rattlesnake Gardens (1988) - Cataract (1989) - Rag & Bone (1990) - Scavenger (1991) - New West Motel (1993) - Satisfied Mind (1993) - Setting the Woods on Fire (1994) - To Hell and Back - Live in Europe 1994 (1995) - Devil's Road (1996) - Death Valley Days. Lost Songs and Rarities, 1985-1995 (1996) - Nighttown (1997) - Trail of Stars (1999) - Train Leaves at Eight (2000) - Drunken Soundtracks. Lost Songs and Rarities, 1995-2001 (2002) - Ended Up a Stranger (2002) - Watermarks (2002) - Slow Days with Nina (2003) - Shimmers (2003) - Acetylene (2005) - Travels In The Dustland (2011) | - Shelter for an Evening (1993) - Life Full of Holes (1995) - Nights Between Stations: Live in Thessaloniki (1995) - Swinger 500 (1998) - Fly High Brave Dreamers (2007) - A Janela (2000) - The Black Field (2004) - The Last Side Of The Mountain (2008) - Saint Stranger (2004) - Got No Chains (2009) |